# Шатковский район
Шатко́вский райо́н — административно-территориальное образование (район) в Нижегородской области России. В рамках организации местного самоуправления ему соответствует Шатковский муниципальный округ (с 2004 до 2022 гг. — муниципальный район).
Административный центр — рабочий посёлок Шатки.

## География
Шатковский район (округ) граничит на севере с Вадским районом (муниципальным округом), на северо-западе — с Арзамасским районом (городским округом города Арзамас), на северо-востоке — с городом областного значения Перевоз (Перевозским городским округом) и Бутурлинским районом (муниципальным округом), на востоке — с Гагинским районом (муниципальным округом), на юго-востоке — с Лукояновским районом (муниципальным округом), на юге — с городом областного значения Первомайск (городским округом город Первомайск).
Площадь района — 1440,72 км².

## Население
| 1939    | 1959    | 1970    | 1979    | 1989    | 2002    | 2008    | 2009    | 2010    |
| ------- | ------- | ------- | ------- | ------- | ------- | ------- | ------- | ------- |
| 50 504  | ↘35 914 | ↗38 366 | ↘32 610 | ↘30 364 | ↘28 841 | ↘26 089 | ↘25 741 | ↗27 018 |
| 2011    | 2012    | 2013    | 2014    | 2015    | 2016    | 2017    | 2018    | 2019    |
| ↘26 892 | ↘26 374 | ↘25 867 | ↘25 356 | ↘24 852 | ↘24 500 | ↘24 124 | ↘23 800 | ↘23 284 |
| 2020    | 2021    |         |         |         |         |         |         |         |
| ↘22 829 | ↗23 190 |         |         |         |         |         |         |         |

### Урбанизация
Городское население (рабочие посёлки Лесогорск и Шатки) составляет 42,25 % от всего населения района.

## Административно-муниципальное устройство
В Шатковский район, в рамках административно-территориального устройства области, входят 11 административно-территориальных образований, в том числе 2 рабочих посёлка и 9 сельсоветов.
| №  | Административно- территориальное образование | Административный центр    | Количество населённых пунктов | Население (чел.) | Площадь (км²) |
| -- | -------------------------------------------- | ------------------------- | ----------------------------- | ---------------- | ------------- |
| 1  | Рабочий посёлок Лесогорск                    | рабочий посёлок Лесогорск | 10                            | ↗2212            | 266,44        |
| 2  | Рабочий посёлок Шатки                        | рабочий посёлок Шатки     | 2                             | ↗9029            | 51,23         |
| 3  | Архангельский сельсовет                      | село Архангельское        | 2                             | ↗2436            | 73,46         |
| 4  | Кержемокский сельсовет                       | село Кержемок             | 9                             | ↘1048            | 137,02        |
| 5  | Костянский сельсовет                         | село Костянка             | 7                             | ↘754             | 105,88        |
| 6  | Красноборский сельсовет                      | посёлок Красный Бор       | 4                             | ↗1652            | 152,82        |
| 7  | Светлогорский сельсовет                      | посёлок Светлогорск       | 11                            | ↗2017            | 122,09        |
| 8  | Силинский сельсовет                          | село Силино               | 6                             | ↘930             | 191,14        |
| 9  | Смирновский сельсовет                        | село Смирново             | 7                             | ↘1118            | 107,15        |
| 10 | Староиванцевский сельсовет                   | село Старое Иванцево      | 3                             | ↘764             | 107,12        |
| 11 | Шараповский сельсовет                        | село Шарапово             | 6                             | ↘1230            | 126,37        |

Первоначально на территории Шатковского района до 2009 года выделялись 2 рабочих посёлка и 14 сельсоветов. В рамках организации местного самоуправления в 2004—2009 гг. в существовавший в этот период Шатковский муниципальный район входили соответственно 16 муниципальных образований, в том числе 2 городских и 14 сельских поселений.
В 2009 году были упразднены сельсоветы:
- Ключищинский и Понетаевский сельсоветы — подчинены рабочему посёлку (включены в городское поселение рабочий посёлок Лесогорск);
- Спасский сельсовет — включён в Кержемокский сельсовет;
- Калапинский сельсовет — включён в Силинский сельсовет;
- Елховский и Пановский сельсоветы — объединены в Светлогорский сельсовет.

Законом от 12 апреля 2022 года Шатковский муниципальный район и все входившие в его состав поселения были упразднены и объединены в Шатковский муниципальный округ.

## Населённые пункты
В Шатковском районе 67 населённых пунктов, в том числе 2 посёлка городского типа (рабочих посёлка) и 65 сельских населённых пунктов.
| №  | Населённый пункт                     | Тип                  | Население | Административно- территориальное образование |
| -- | ------------------------------------ | -------------------- | --------- | -------------------------------------------- |
| 1  | Шатки                                | рабочий посёлок      | ↗8893     | рабочий посёлок Шатки                        |
| 2  | Лесогорск                            | рабочий посёлок      | ↗904      | рабочий посёлок Лесогорск                    |
| 3  | Александровский                      | посёлок              | ↘2        | Кержемокский сельсовет                       |
| 4  | Алемаево                             | село                 | ↘445      | Смирновский сельсовет                        |
| 5  | Анненково                            | деревня              | ↘3        | Шараповский сельсовет                        |
| 6  | Архангельское                        | село                 | ↗2384     | Архангельский сельсовет                      |
| 7  | Богдановка                           | посёлок              | →11       | Смирновский сельсовет                        |
| 8  | Большие Печёрки                      | село                 | ↘449      | Костянский сельсовет                         |
| 9  | Бритово                              | село                 | ↘83       | Костянский сельсовет                         |
| 10 | Быков Майдан                         | село                 | ↘40       | Кержемокский сельсовет                       |
| 11 | Великий Враг                         | село                 | ↘470      | Староиванцевский сельсовет                   |
| 12 | Вечкусово                            | село                 | ↘240      | Смирновский сельсовет                        |
| 13 | Выползово                            | село                 | ↘237      | Шараповский сельсовет                        |
| 14 | Гаврилово                            | деревня              | ↘12       | Светлогорский сельсовет                      |
| 15 | Елховка                              | село                 | ↘326      | Светлогорский сельсовет                      |
| 16 | Знаменский                           | посёлок              | ↘24       | Светлогорский сельсовет                      |
| 17 | Измайлово                            | село                 | ↘0        | Светлогорский сельсовет                      |
| 18 | Калапино                             | село                 | ↘232      | Силинский сельсовет                          |
| 19 | Калиновка                            | посёлок              | ↘14       | Костянский сельсовет                         |
| 20 | Кардавиль                            | село                 | ↘106      | рабочий посёлок Лесогорск                    |
| 21 | Кержемок                             | село                 | ↗689      | Кержемокский сельсовет                       |
| 22 | Кирманы                              | село                 | →16       | рабочий посёлок Лесогорск                    |
| 23 | Ключищи                              | село                 | ↘203      | рабочий посёлок Лесогорск                    |
| 24 | Корино                               | село                 | ↘90       | рабочий посёлок Лесогорск                    |
| 25 | Костянка                             | село                 | ↘376      | Костянский сельсовет                         |
| 26 | Крапивка                             | деревня              | ↘7        | Смирновский сельсовет                        |
| 27 | Красная Горка                        | посёлок              | →0        | Кержемокский сельсовет                       |
| 28 | Красные Выселки                      | деревня              | ↗39       | Кержемокский сельсовет                       |
| 29 | Красный Бор                          | посёлок              | ↘1286     | Красноборский сельсовет                      |
| 30 | Крутец                               | деревня              | ↘25       | рабочий посёлок Лесогорск                    |
| 31 | Лесогорск                            | посёлок ж.д. станции | →0        | рабочий посёлок Лесогорск                    |
| 32 | Лесозавод                            | посёлок              | ↘44       | рабочий посёлок Лесогорск                    |
| 33 | Луканово                             | село                 | ↗17       | Светлогорский сельсовет                      |
| 34 | Малая Якшень                         | село                 | ↘29       | Костянский сельсовет                         |
| 35 | Малые Печёрки                        | деревня              | ↘37       | Костянский сельсовет                         |
| 36 | Мисюриха                             | село                 | ↘14       | Кержемокский сельсовет                       |
| 37 | Михайловка                           | село                 | ↘37       | Силинский сельсовет                          |
| 38 | Неледино                             | село                 | ↘111      | Костянский сельсовет                         |
| 39 | Новое                                | село                 | ↘232      | Силинский сельсовет                          |
| 40 | Новое Иванцево                       | село                 | ↘161      | Староиванцевский сельсовет                   |
| 41 | Озерки                               | село                 | ↘64       | Красноборский сельсовет                      |
| 42 | Паново                               | село                 | ↘668      | Светлогорский сельсовет                      |
| 43 | Пасьяново                            | село                 | ↘418      | Красноборский сельсовет                      |
| 44 | Покровка                             | посёлок              | ↘136      | рабочий посёлок Шатки                        |
| 45 | Понетаевка                           | село                 | ↘1024     | рабочий посёлок Лесогорск                    |
| 46 | Починки                              | село                 | ↘15       | Смирновский сельсовет                        |
| 47 | Путятино                             | село                 | ↘30       | Смирновский сельсовет                        |
| 48 | Ратманово                            | деревня              | ↘66       | Светлогорский сельсовет                      |
| 49 | Свербино                             | деревня              | ↘92       | Шараповский сельсовет                        |
| 50 | Светлогорск                          | посёлок              | ↘1048     | Светлогорский сельсовет                      |
| 51 | Свободный Труд                       | посёлок              | ↘83       | Кержемокский сельсовет                       |
| 52 | Силино                               | село                 | ↘571      | Силинский сельсовет                          |
| 53 | Силинский Майдан                     | деревня              | ↘106      | Силинский сельсовет                          |
| 54 | Смирново                             | село                 | ↗743      | Смирновский сельсовет                        |
| 55 | Сосновый Бор                         | посёлок              | ↘77       | Силинский сельсовет                          |
| 56 | Спасское                             | село                 | ↘397      | Кержемокский сельсовет                       |
| 57 | Старое Иванцево                      | село                 | ↘454      | Староиванцевский сельсовет                   |
| 58 | Тоузаково                            | село                 | →0        | Светлогорский сельсовет                      |
| 59 | Трянгуши                             | деревня              | ↘112      | Кержемокский сельсовет                       |
| 60 | Уланки                               | деревня              | ↘9        | Красноборский сельсовет                      |
| 61 | Участка № 3 совхоза «Власть Советов» | посёлок              | ↘40       | рабочий посёлок Лесогорск                    |
| 62 | Хирино                               | село                 | ↘227      | Архангельский сельсовет                      |
| 63 | Хиринские Выселки                    | посёлок              | ↗25       | Светлогорский сельсовет                      |
| 64 | Чапары                               | деревня              | ↘304      | Шараповский сельсовет                        |
| 65 | Чистое Поле                          | посёлок              | ↘126      | Светлогорский сельсовет                      |
| 66 | Шарапово                             | село                 | ↘720      | Шараповский сельсовет                        |
| 67 | Языково                              | село                 | ↘268      | Шараповский сельсовет                        |

## Экономика района
Промышленность
Промышленный сектор экономики Шатковского района представлен машиностроением и металлообработкой, пищевой промышленностью, электроэнергетикой и деревообработкой. Всего в районе функционирует 6 крупных и средних промышленных предприятий.
| Предприятие                                     | Отрасль                                      |
| ООО «Шатковский завод нормалей»                 | машиностроение и металлообработка            |
| ООО «Дельта Трафо»                              | электроэнергетика                            |
| ОАО «Шатковский зерноперерабатывающий комплекс» | пищевая промышленность                       |
| ОАО «Шатковский лесхоз»                         | лесная и деревообрабатывающая промышленность |
| ОАО «Хлебозавод»                                | пищевая промышленность                       |
| ОАО «Строитель»                                 | строительство и ремонт дорог                 |

Сельское хозяйство
Шатковский район относится к агропромышленным районам области. Сельскохозяйственные угодья занимают около 62 % всех земельных ресурсов района. Сельское хозяйство района представлено 22 сельскохозяйственными предприятиями различных форм собственности и специализаций.
Земельные ресурсы
Шатковский район расположен в Арзамасской Притешинской лесостепи лесостепной правобережной зоны Нижегородской области. Преобладающий тип почвы в районе — серые, бедные питательными веществами, лесостепные, дерново-подзолистые песчаные и супесчаные почвы (около 60 %). Около 40 % занимают выщелочные и оподзоленные чернозёмы.
| Наименование земель                                      | Всего, га | В % к общей площади |
| Пашня                                                    | 65547     | 45,5                |
| Многолетние насаждения                                   | -         | -                   |
| Сенокосы                                                 | 2733      | 1,9                 |
| Пастбища                                                 | 20689     | 14,4                |
| Итого сельскохозяйственных угодий                        | 88969     | 61,8                |
| Земли личных подсобных хозяйств                          | 3083      | 2,1                 |
| Коллективное садоводство, огородничество                 | 469       | 0,3                 |
| Леса                                                     | 45130     | 31,3                |
| Кустарники                                               | 923       | 0,6                 |
| Болота                                                   | 230       | 0,2                 |
| Под водой                                                | 468       | 0,3                 |
| Под дорогами                                             | 1927      | 1,4                 |
| Земли, находящиеся в стадии мелиоративного строительства | -         | -                   |
| Площади, улицы, переулки                                 | 2011      | 1,4                 |
| Под строениями                                           | 256       | 0,2                 |
| Нарушенные земли                                         | 9         | -                   |
| Прочие                                                   | 597       | 0,4                 |
| Всего:                                                   | 144072    | 100                 |

Минеральные ресурсы
На территории района имеются месторождения общераспространённых полезных ископаемых: строительный песок, высокопластичные глины (Красноборское месторождение), строительный щебень (Смирновское месторождение — разведанные запасы составляют 61000000 м³; Кардавильское месторождение — разведанные запасы — 809000 м³).
Также на территории района расположена Шатковская россыпь титан-циркониевых песков. Комитетом природных ресурсов области в 1999 году была завершена переоценка ресурсов титан-циркониевого сырья применительно к условиям будущей отработки месторождений. Шатковское месторождение в составе четырёх россыпей было принято в качестве перспективных для дальнейшего изучения.
Водные ресурсы
Наиболее крупной рекой района является Теша. Водный режим Теши относится к восточноевропейскому типу, для которого характерны высокое весеннее половодье, устойчивая летняя и зимняя межень, небольшие дождевые паводки.
Наиболее крупные озера района находятся в пойме реки Теши:
- Круглое — 0,1 гектар,
- Долгое — 2,03 гектар,
- Чёрное — 2,09 гектар,
- Широкое — 2,85 гектар.

Глубина озёр небольшая — до 3,5 метров. В озёрах имеются значительные запасы минеральных лечебных грязей и сапропеля. Озёра Чёрное, Долгое, Широкое-II, Светлое — является месторождением лечебных грязей с балансовым запасом 221,7 м³. Лечебные грязи используются в лечебных и оздоровительных учреждениях области.
У села Архангельского в пойме реки Теши находится уникальный источник Кипячий ключ с эксплуатационными запасами 120 м³/сутки, воды которого имеют лечебные свойства, насыщены газами Н2S и СО2 и минеральными солями. Он взят под охрану решением облисполкома 20 октября 1965 года.
Лесные ресурсы
Шатковский район относится к среднелесным районам области. В настоящее время его лесистость (отношение площади лесных земель к общей площади района) равна 31 %. Общая площадь лесов Шатковского района составляет 42217 гектар. Леса I группы занимают 49 % площади лесных земель, леса II группы — 51 %. Запасы древесины по основным лесообразующим породам равны 5364700 м³, из них: сосна —2407600 м³; дуб — 249300 м³; осина — 1520400 м³; ель — 155200 м³; берёза — 1032200 м³.
В возрастном отношении в Шатковском районе преобладают средневозрастные леса — 34 % (1934200 м³) покрытой лесом площади и спелые и перестойные — 32 % (1772200 м³). Приспевающие леса занимают 22 % (1228700 м³) лесных земель, молодняк — 12 % (6684 м³).
Транспорт
По территории района проходят две крупные транспортные магистрали: железная дорога Нижний Новгород — Пенза и автомобильная трасса федерального значения Р-158 Нижний Новгород — Саратов. В Шатках находится железнодорожная станция с одноимённым названием.

## Культура и образование
В районе действуют 31 общеобразовательная школа, 24 детских дошкольных учреждений, государственное образовательное учреждение «Шатковский агротехнический техникум».
Культура и спорт
На территории района, в рабочем посёлке Шатки находится памятник истории местного значения. Это могила Тани Савичевой, ленинградской пионерки, умершей после перенесённой блокады в 1944 году. 31 мая 1981 года на шатковском кладбище был открыт памятник — мраморное надгробие и стела с бронзовым горельефом (скульптор Холуева, архитекторы Гаврилов и Холуев). Рядом возведённая в 1975 году стела с барельефным портретом девочки и страничками из её дневника.
На территории Шатковского района сохранились культовые здания, находящиеся на федеральной и местной охране. Такими памятниками являются:
- Предтеченская церковь в селе Хирине, построенная в 1777 году,
- Спасская церковь в селе Луканове, построенная в 1798 году,
- Троицкая церковь в селе Архангельском, построенная в 1810 году,
- Скорбященская церковь в селе Больших Печерках, построенная в 1769 году,
- Казанская церковь в селе Измайлове, построенная в 1831 году,
- Троицкая церковь в селе Красном Бору, построенная в 1833 году,
- Троицкая церковь в селе Пасьянове, построенная в 1895 году,
- Троицкая церковь в селе Шарапове, построенная в 1802 году.

Музеи Шатковского района
| № п/п | Название                                                                                        | Адрес                                                                  | Примечание |
| 1     | Муниципальное бюджетное учреждение культуры «Шатковский районный историко-краеведческий музей». | р.п. Шатки, ул. Центральная, д 24.                                     |            |
| 2     | Филиал историко-краеведческого музея. Музей мордовской культуры в с. Старое Иванцево.           | с. Старое Иванцево, здание Администрации Староиванцевского сельсовета. |            |
| 3     | Филиал историко-краеведческого музея. Детский музей им. Тани Савичевой.                         | р.п. Шатки, ул. Федеративная, д.7.                                     |            |
| 4     | Исторический музей школы № 1.                                                                   | р.п. Шатки, ул. Учительская, д.1.                                      |            |
| 5     | Краеведческий музей ШАТТ «Родные просторы»                                                      | р.п. Шатки, ул. 1 Микрорайон, д.12.                                    |            |

На территории района функционирует Муниципальное бюджетное учреждение культуры «Централизованная межпоселенческая библиотечная система», в состав которого входят 20 библиотек: Центральная библиотека, Центральная детская библиотека им. Тани Савичевой, 18 сельских библиотек.

## Лечебные учреждения
В районе действуют 3 больницы, 8 амбулаторно-поликлинических учреждения.

## Национальный состав
В основном русские и мордва-эрзя.

## История района
В XVI веке по местности проходило войско царя Ивана Грозного на Казань. Разгром Казани привёл к ликвидации Казанского ханства и расширению границ русского государства. Тогда же была организована сторожевая служба, и военно-административным центром юга Нижегородского края становится Арзамасская крепость. Крепость была защищена засечной чертой.
Шатки официально упоминаются в Арзамасских Поместных актах в 1583 году. Попасть в Арзамас с юга можно было через Собакинские и Шатковские ворота. В это время государи стали раздавать земли уезда в поместное владение русским дворянам и служивым людям. Вместе с помещиками переезжали на эти земли крестьяне из старых поместий. Так, постепенно происходило заселение территории будущего Шатковского района русскими. Население увеличивалось за счёт пришлых и беглых крестьян. Стали образовываться новые поселения Озерки, Гаврилово, Собакино, Кобылино. С этого момента край участвовал во всех военных делах Российского государства. Жизнь населения этих мест была тесно связана с лесом. Он давал жильё, тепло, промысел и заработок.
Постепенно на освободившихся от лесов землях начали развиваться земледелие, пчеловодство, мукомольное дело и разведение скота, которое давало натуральному хозяйству крестьянина продукты питания, шкуры, овчину для обуви и одежды.
Шатковский район Арзамасского уезда Нижегородской области с центром селе Шатки был образован постановлением № 467 от 10 июня 1929 года Всероссийского центрального исполнительного комитета «О составе округов и районов Нижегородской области и их центров». В состав Шатковского района вошли села трёх волостей Пановской, Смирновской и Пойской. Село Шатки было не только районным центром, но и базарным селом при станции железной дороги. Территория района занимала 97392 гектар. Население района в большинстве было русским (4 села мордовских), занималось сельским хозяйством и отхожими промыслами.
15 ноября 1957 года к Шатковскому району была присоединена часть территории упразднённого Смирновского района. В 2022 году все муниципальные образования были упразднены и преобразованы в единый Шатковский муниципальный округ.